# Galindios
El término galindios puede aplicarse a dos grupos tribales, ya extinguidos, del Báltico. Comúnmente se llama galindios al pueblo occidental que habitaba el sureste de Prusia y menos corrientemente al grupo que habitaba en el área de lo que actualmente es Moscú, Rusia.
La etimología del nombre galindios puede derivar de la palabra báltica *galas ("el final"), en alusión al hecho que ellos solían asentarse más allá de oriente o de occidente en comparación a cualquier otra tribu báltica.
Claudio Ptolomeo fue el primero en mencionar a los galindios (Galindoi - Γαλίνδαι) en el siglo II d. C. Desde el siglo VI-VII hasta el siglo XVII, los galindios seguían activos y se concentraban como clan prusiano de los *Galindios. El idioma que hablaban estos antiguos prusianos de Galindia se extinguió en el siglo XVII, principalmente por la masiva inmigración de protestantes durante los siglos XV y XVI buscando refugio procedentes de la Polonia católica en la zona galindia y por la administración germánica de Prusia. 

## Galindios occidentales
Los galindios occidentales (en prusiano antiguo: *Galindis, en latín: Galindae) fueron primeramente una tribu báltica occidental y más tarde un clan prusiano antiguo que habitaron en Galindia, una vasta zona de la actual Masuria pero ampliado más al sur, lo que posteriormente se conocería como Ducado de Mazovia, adyacente al territorio de los yotvingios, actualmente Voivodato de Podlaquia.

## Galindios orientales
Los galindios orientales (*Galindai, en ruso: Góliad, гóлядь, del antiguo eslavo oriental Голѧдь, *Golędĭ) es una tribu báltica extinta que habitó en el siglo IV en la ribera del río Protvá, cerca de las ciudades rusas de Mozhaysk, Vereyá y Bórovsk. También ocuparon la zona del óblast de Kaluga hasta que los primeros eslavos orientales se asentaron durante los siglos VII y VIII.
Las crónicas rusas identifican a los galindios orientales como Góliad en 1058. El príncipe Yuri Dolgoruki lanzó una campaña contra ellos en 1147, el mismo año que se menciona a Moscú en las crónicas. Después de este episodio, los galindios orientales no se mencionan de nuevo, aunque es muy probable que no fueran completamente asimilados por los rusos hasta los siglos XV o XVI.
En el siglo XIX todavía había gente que se definía como góliad.